# Еліна Гаранча
Еліна Га́ранча (латис. Elīna Garanča; нар. 16 вересня 1976) — латвійська оперна співачка (мецо-сопрано).

## Біографія
Народилася в сім'ї музикантів в Ризі. Навчалася в Латвійській музичній академії, в Відні і США. Гастролювала з Ризьким оперним театром в Бухаресті і Афінах, працювала в оперній трупі Майнінгена і Франкфурта. Уклала контракт з Віденською державної оперою. 1999 року виграла конкурс вокалістів імені Міріам Хелін в Гельсінкі. Фіналістка конкурсу BBC Cardiff Singer of the World (2001). 2005 року підписала ексклюзивний контракт на записи з фірмою Deutsche Grammophon.

## Виконавський репертуар
Співала в операх Анна Болейн Доніцетті (1998), Севільський цирульник Россіні (1998), Кавалер троянди Штрауса (2000), Сільська честь Масканьї (2001), Гензель і Гретель Гумпердінка (2001), Так чинять усі (2003), Милосердя Тіта В. А. Моцарта (2003), Норма Белліні (2004), Попелюшка Россіні (2004), Вертер Массне (2005), Баязет Вівальді (2005), Весілля Фігаро (2006), Кармен Бізе (2007) та інші.
12 січня 2008 дебютувала в Метрополітен-опері, заспівавши Розіну в Севільському цирульнику; дебют отримав високі оцінки американської преси.
Виступає також як виконавиця пісень Франца Шуберта, Й. Брамса, А. Берга, Лучано Беріо.
Лауреат Європейської премії за культурні досягнення в номінації Музичне мистецтво (2006) та Премії ЕХО-Класик Співачці року (2007).